# Ouse, Tasmanien
Ouse är en ort i Australien. Den ligger i regionen Central Highlands och delstaten Tasmanien, i den sydöstra delen av landet, omkring 67 kilometer nordväst om delstatshuvudstaden Hobart. Antalet invånare är 135.
Trakten är glest befolkad. Närmaste större samhälle är Ellendale, omkring 14 kilometer söder om Ouse.